# Karl Hellmuth Dammas
Karl Hellmuth Dammas (Pseudonym: Feodor Steffens) (* 22. Oktober 1816 in Bergen auf Rügen; † 25. Mai 1885 in Berlin) war ein deutscher Komponist und Dichter.
Karl Hellmuth Dammas war der Sohn des Lehrers Johann Friedrich Dammas. Er besuchte das Gymnasium Stralsund, ging dann nach Berlin und studierte am Königlichen Institut für Kirchenmusik, später an der Akademie der Künste.
Er musste das Studium jedoch aufgeben und seine Existenz durch Musikunterricht und Herausgabe von Kompositionen sichern. Im Alter von 26 Jahren ging er in den Staatsdienst. 1843 erhielt Dammas eine Anstellung im Pressebüro des Oberpräsidiums Potsdam.
Später wurde er auf Wunsch des Königs Schreibsekretär von Ludwig Tieck und nahm an dessen Tafelrunden in Sanssouci teil. Auf Vermittlung von Tieck und Wilhelm von Humboldt bekam er eine Anstellung im Königlichen Hofmarschallamt und wurde ein halbes Jahr später Sekretär im Finanzministerium. Hier begann er zu schreiben.
1862 nahm Dammas an der 2. Londoner Industrieausstellung teil. 1865 wurde er zweiter, von 1875 bis zu seinem Tode war er erster Direktor der General-Lotterie-Direktion.